# ماتياس مولر (مخرج)
ماتياس مولر (بالألمانية: Matthias Müller)‏ هو منتج أفلام ومصور سينمائي وكاتب سيناريو وفنان ومخرج ألماني، ولد في 1961 في بيلفلد في ألمانيا.

## وصلات خارجية
- ماتياس مولر على موقع IMDb (الإنجليزية)
- ماتياس مولر على موقع ألو سيني (الفرنسية)
- ماتياس مولر على موقع أول موفي (الإنجليزية)
- ماتياس مولر على موقع قاعدة بيانات الفيلم (الإنجليزية)
- ماتياس مولر على موقع كينوبويسك (الروسية)